# Grimmia haleakalae
Grimmia haleakalae är en bladmossart som beskrevs av Heinrich Wilhelm Reichardt 1877. Grimmia haleakalae ingår i släktet grimmior, och familjen Grimmiaceae. Inga underarter finns listade i Catalogue of Life.